# Evrotas
Der Evrotas (griechisch Ευρώτας, altgriechisch Εὐρώτας Eurōtas) ist einer der Hauptflüsse der griechischen Halbinsel Peloponnes. Er entspringt an der arkadischen Grenze in dem wasserreichen Gebiet Beleminias und schlängelt sich durch die lakonische Ebene Richtung Süden. Er fließt an den Städten Sparta und Skala vorbei, bis er nach 82 km bei Limonas in den Lakonischen Golf (Lakonikós Kolpós) mündet. Das Flusstal ist im Osten vom Parnon- und im Westen vom Taygetos-Gebirge umgeben, deren Berge fast alle die Tausend-Meter-Grenze überschreiten. Auf seinem Weg zum Mittelmeer wird er von zahlreichen kleinen Nebenflüssen ergänzt, die das gesamte Eurotas-Tal zu einem fruchtbaren Anbaugebiet machen.

## Name
Der altgriechische Name Eurōtas (Εὐρώτας) bedeutet der Ruhig-Fließende (εὐροέω euroeō, deutsch ‚wohlfließen‘).
Andere leiten den Namen von altgr. (εὐρώς eurōs, deutsch ‚Schimmel, Schmutz‘) ab. Im Sommer trocknet der Fluss fast vollständig aus, so dass nur die tiefen Stellen mit Wasser gefüllt bleiben. In diesen Tümpeln gedeihen dann Algen.
Im Mittelalter wurde der Fluss Vasilipotamos (Βασιλιποταμός ‚Königsfluss‘) und der Unterlauf Iris (gr. Ίρις) genannt. Erst seit der Neuzeit wird wieder der antike Name verwendet.
Nach dem Evrotas wurde die 2011 neu gebildete Gemeinde Evrotas benannt.

## Geschichte
Aufgrund der fruchtbaren Landschaft und den günstigen Transport- und Handelsbedingungen entstand am Ufer des Eurotas die Stadt Sparta. Nach und nach bildeten sich viele weitere Städte, deren Einwohner bis heute, vorwiegend in den Ebenen von Trinasso und Elos, erfolgreich vom Betrieb der Landwirtschaft leben.

## Mythologie
Als Flussgott des Evrotas galt in der Antike Eurotas, der Sohn des Inachos.
Auf dem Evrotas soll Zeus sich in einen Schwan verwandelt haben, um die Göttin Leda zu verführen und zeugte mit ihr Helena und Polydeukes.
In der Ebene von Sparta soll sich vormals das Wasser gestaut haben. Der mythische König Eurotas ließ einen Kanal graben und entwässerte so das Land. Den verbleibenden Fluss soll er nach sich selbst Eurotas genannt haben.
In der Antike vermutete man die Quellen der Flüsse Evrotas und Alfios in der Nähe des Ortes Asea. Man stellte sich vor, dass sie sich mischten, etwa vier Kilometer zusammen flossen, in einer Erdspalte verschwanden und an zwei verschiedenen Stellen, den eigentlichen Quellorten, wieder zum Vorschein kamen.